# Uniszki Zawadzkie (gromada)
Uniszki Zawadzkie – dawna gromada, czyli najmniejsza jednostka podziału terytorialnego Polskiej Rzeczypospolitej Ludowej w latach 1954–1972.
Gromady, z gromadzkimi radami narodowymi (GRN) jako organami władzy najniższego stopnia na wsi, funkcjonowały od reformy reorganizującej administrację wiejską przeprowadzonej jesienią 1954 do momentu ich zniesienia z dniem 1 stycznia 1973, tym samym wypierając organizację gminną w latach 1954–1972.
Gromadę Uniszki Zawadzkie z siedzibą GRN w Uniszkach Zawadzkich utworzono – jako jedną z 8759 gromad na obszarze Polski – w powiecie mławskim w woj. warszawskim, na mocy uchwały nr VI/10/8/54 WRN w Warszawie z dnia 5 października 1954. W skład jednostki weszły obszary dotychczasowych gromad Krajewo, Kuklin, Michalinowo, Piekiełko, Uniszki Gumoskie i Uniszki Zawadzkie ze zniesionej gminy Mława w tymże powiecie. Dla gromady ustalono 16 członków gromadzkiej rady narodowej.
31 grudnia 1959 do gromady Uniszki Zawadzkie przyłączono obszar zniesionej gromady Windyki w tymże powiecie (bez wsi Grzybowo i Sławogóra Stara).
Gromada przetrwała do końca 1972 roku, czyli do kolejnej reformy gminnej.